# Ariton
Ariton è un comune degli Stati Uniti d'America situato nella contea di Dale dello Stato dell'Alabama.